# كلية التكنولوجيا المتقدمة
كلية التكنولوجيا المتقدمة (ATC) هي كلية تقنية (فنية) لمدة أربع سنوات تقع في دايتونا بيتش، فلوريدا في الولايات المتحدة. تحمل هذه الكلية التقنية دورات مثل تكنولوجيا الكمبيوتر والبناء والتصنيع والهندسة وخدمات السيارات.
تشارك ATC في برنامج شراكة مشترك مع مقاطعتي Volusia County وFlagler County، يوفر مركز التكنولوجيا المتقدمة لطلاب المدارس الثانوية في صغارهم وكبار السن القدرة على التسجيل المزدوج والحصول على ائتمانات الكلية. لم يعد هناك نقل من وإلى المدارس الثانوية المنزلية إلى ATC. كما يسمح ATC للطلاب البالغين من كلية ولاية دايتونا ‏ لحضور دورات في ATC.

## خريج متميز
- تاي كوفمان ، كاتب.

## روابط خارجية
- daytonastate.edu موقع كلية ولاية دايتونا